# Cerni Deal, Veliko Tărnovo
Cerni Deal (în bulgară Черни Дял) este un sat în comuna Elena, regiunea Veliko Tărnovo,  Bulgaria. 

## Demografie
Componența etnică a satului Cerni Deal
     Bulgari (100%)
     Nicio identificare (0%)
     Altele (0%)
La recensământul din 2011, populația satului Cerni Deal era de 12 locuitori. Din punct de vedere etnic, toți locuitorii erau bulgari.